# Compagnie des chemins de fer du Sud de l'Aisne
La Compagnie des chemins de fer du Sud de l'Aisne était un exploitant ferroviaire qui gérait le réseau de chemin de fer secondaire à voie métrique de l'arrondissement de Château-Thierry.

## Histoire
La Compagnie des chemins de fer du Sud de l'Aisne est créée pour assurer la construction puis l'exploitation du réseau de voies ferrées d'intérêt local à voie métrique du sud du département de l'Aisne, dans le secteur de Château-Thierry, jusqu'aux portes des départements de l'Oise et de l'actuelle Seine-et-Marne.
La Compagnie des chemins de fer du Sud de l'Aisne est créée les 11 et 26 octobre 1906 à Château-Thierry. Elle se substitue à monsieur Ernest Seydoux qui a obtenu la concession du réseau le 19 mars précédent.
L'exploitation a débuté le 11 avril 1910. Elle n'a pas survécu aux difficultés financières de l'entreprise liées aux deux guerres mondiales. Les lignes ferment en 1938 et 1942.

## Infrastructure
Le réseau comprenait trois lignes :

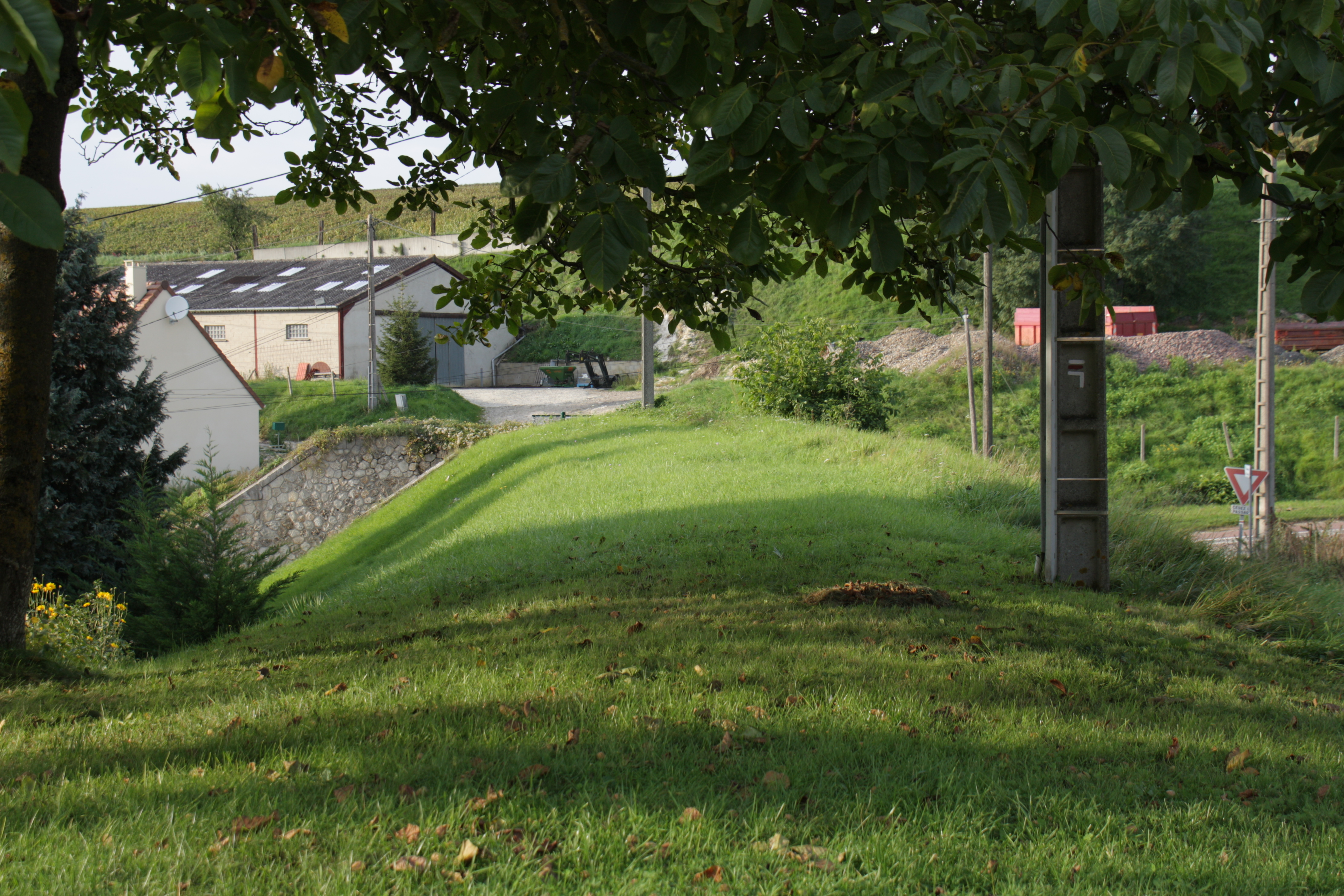
L'ancienne plateforme ferroviaire à Vaux, dans la direction de Gandelu.

- Château-Thierry - Essômes-sur-Marne - Gandelu - Mareuil-sur-Ourcq : (36 km) ouverte en juillet 1910, fermée en 1942 ;
- Essômes-sur-Marne - Verdelot : (embranchement) (28 km) ouverte en septembre 1910, fermée en 1938 ;
- Gandelu - Neuilly-Saint-Front : (embranchement) (19 km) ouverte en juillet 1910, fermée en 1938, mais maintien d'un trafic pour le transport de betteraves (sucrerie de Neuilly-St-Front) jusqu'en 1961.

### Gares de jonctions
- - Gare de Château-Thierry, avec la Compagnie de l'Est : Paris-Est, Strasbourg ;
  - Gare de Neuilly-Saint-Front, avec la Compagnie de l'Est : Reims, La Ferté-Milon ;
  - Gare de Mareuil-sur-Ourcq, avec la Compagnie de l'Est : Meaux, La Ferté-Milon ;
  - Gare de Chézy-sur-Marne, avec la Compagnie de l'Est : Paris-Est ;
  - Gare de Verdelot, avec le CFD (ligne de la Ferté-sous-Jouarre à Montmirail).

## Exploitation

### Matériel roulant
- Locomotives 030T type 107, N° 16 à 23 [2] Pinguély, N° constructeurs (215 à 222), 1907, poids à vide 18 tonnes
- Voitures à bogies et plateformes extrêmes, N° AB 1 à 12

## Matériels et installations préservés

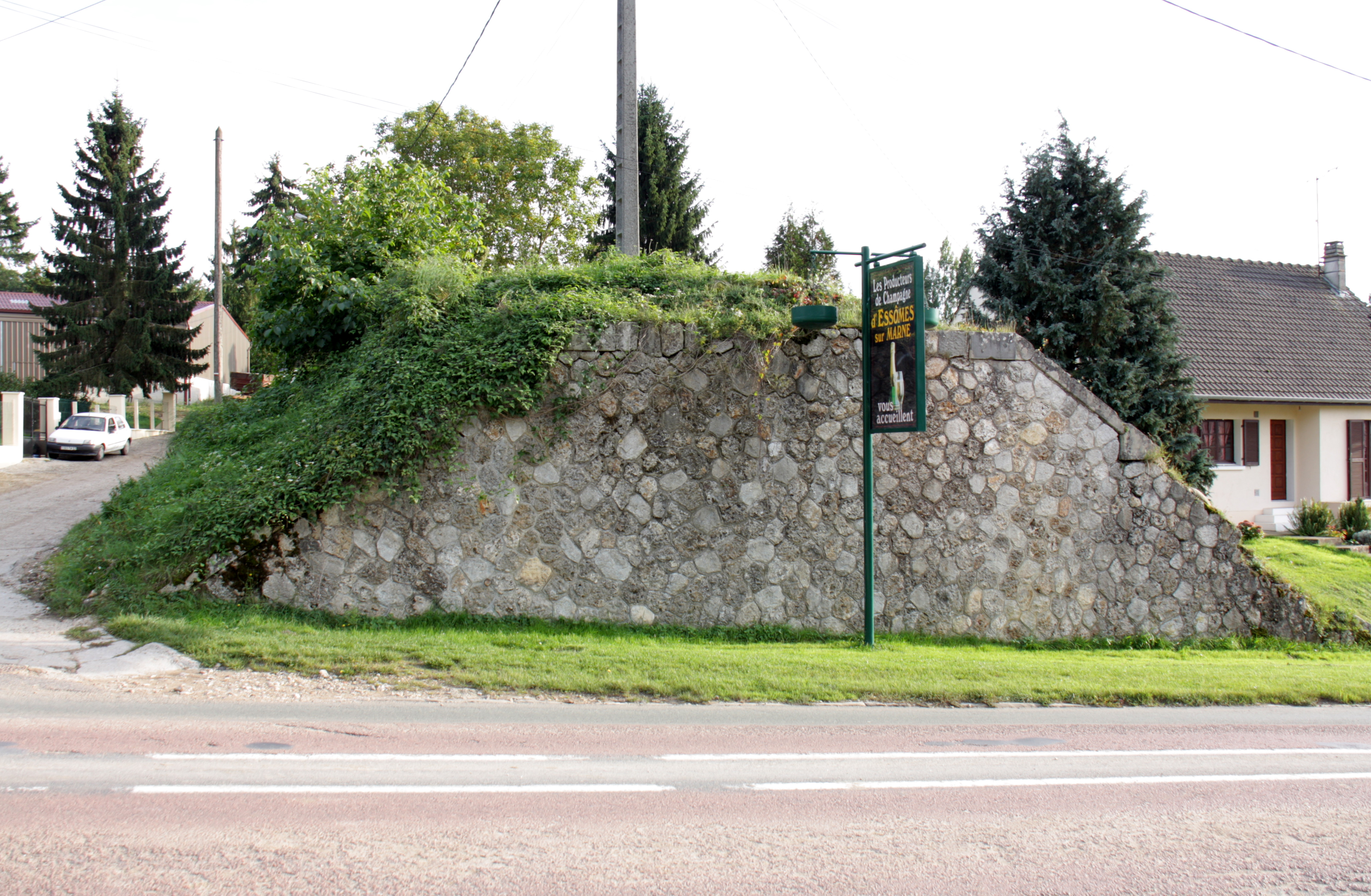
Culée du pont des CSA à Vaux, en 2010.

Le réseau est aujourd'hui totalement déclassé. Il subsiste encore quelques bâtiments dans la campagne castel-théodoricienne, principalement d'anciennes gares et maisons de garde-barrières.